# 7 Studios
7 Studios és una empresa d'entreteniment electrònic ubicat a West Los Angeles, Califòrnia (EUA) creada el 1999 per Lewis Peterson, 7 Studios crea videojocs de consola per franquícies amb èxit com els Quatre Fantàstics.
A més de la seva oficina central a West Los Angeles, 7 Studios també té oficines a Salt Lake City, Utah i Taipei, Taiwan.
El 6 d'abril de 2009, 7 Studios va ser comprat per Activision.

## Videojocs
| Any  | Títol                                                | Gèneres              | Plataformes         | Publicador                   |
| ---- | ---------------------------------------------------- | -------------------- | ------------------- | ---------------------------- |
| 2002 | Legion: Legend of Excalibur                          | Acció                | PS2                 | Midway Games                 |
| 2002 | Defender                                             | Shooter              | PS2, XBOX, GameCube | Midway Games                 |
| 2003 | Charlie's Angels: Angel X                            | Acció                | PC                  | Sony Online Entertainment    |
| 2005 | Fantastic Four                                       | Acció                | PS2, XBOX, GameCube | Activision                   |
| 2006 | Pirates of the Caribbean: The Legend of Jack Sparrow | Acció                | PS2, PC             | Bethesda Softworks           |
| 2006 | The Sopranos: Road to Respect                        | Acció                | PS2                 | THQ                          |
| 2007 | Shrek the Third                                      | Acció                | XBOX 360, PC        | Activision                   |
| 2007 | Fantastic Four: Rise of the Silver Surfer            | Acció                | Wii, PS2, DS        | 2K Games                     |
| 2007 | Napoleon Dynamite: The Game                          | Action               | PSP, DS             | Crave Entertainment          |
| 2008 | George of the Jungle and the Search for the Secret   | Acció/Plataformes    | DS                  | Crave Entertainment          |
| 2008 | Six Flags Fun Park                                   | Open World/Minigames | Wii, DS             | Brash Entertainment, Ubisoft |
| 2009 | Space Camp                                           | Aventures/Minijocs   | Wii, DS             | Activision                   |